# Mîrcea, Borodeanka
Mîrcea (în ucraineană Мирча) este localitatea de reședință a comunei Mîrcea din raionul Borodeanka, regiunea Kiev, Ucraina.

## Demografie
Componența lingvistică a localității Mîrcea
     Ucraineană (97,38%)
     Rusă (2,49%)
     Alte limbi (0,13%)
Conform recensământului din 2001, majoritatea populației localității Mîrcea era vorbitoare de ucraineană (97,38%), existând în minoritate și vorbitori de rusă (2,49%).